# Ghent Motor Company
Ghent Motor Company war ein US-amerikanischer Hersteller von Automobilen.

## Unternehmensgeschichte
C. A. Ghent gründete Ende 1916 das Unternehmen. Der Sitz war zunächst in Chicago in Illinois. Dort stellte er Prototypen her. 1917 zog das Unternehmen nach Ottawa, ebenfalls in Illinois. Ormus L. Brockett wurde neuer Präsident. Erst hier begann die Serienproduktion von Automobilen. Der Markenname lautete Ghent. 1918 endete die Produktion. Im Januar 1919 wurde das Werk verkauft.
Insgesamt entstanden 187 Fahrzeuge.

## Fahrzeuge
1917 bestand das Sortiment aus zwei Modellen. Das Model 4-30 hatte einen Vierzylindermotor mit 23 PS Leistung und das Model 8-40 einen V8-Motor, der mit 22 PS angegeben war. Identisch war der Radstand von 305 cm und der Aufbau als fünfsitziger Tourenwagen.
1918 löste das Model 6-60 beide Modelle ab. Es hatte einen Sechszylindermotor, der mit 23,5 PS angegeben war. Das Fahrgestell hatte 318 cm Radstand. Zur Wahl standen Limousine und Tourenwagen, beide mit sieben Sitzen.

## Modellübersicht
| Jahr | Modell     | Zylinder | Leistung (PS) | Radstand (cm) | Aufbau                                   |
| ---- | ---------- | -------- | ------------- | ------------- | ---------------------------------------- |
| 1917 | Model 4-30 | 4        | 23            | 305           | Tourenwagen 5-sitzig                     |
| 1917 | Model 8-40 | 8        | 22            | 305           | Tourenwagen 5-sitzig                     |
| 1980 | Model 6-60 | 6        | 23,5          | 318           | Limousine 7-sitzig, Tourenwagen 7-sitzig |